# 小行星5101
小行星5101（5101 Akhmerov）是一颗绕太阳运转的小行星，为主小行星带小行星。该小行星于1985年10月22日发现。

## 轨道参数
小行星5101的轨道半长轴为3.0060386 UA，离心率为0.115。